# Chionea crassipes
Chionea crassipes är en tvåvingeart som beskrevs av Karl Henrik Boheman 1846. Chionea crassipes ingår i släktet Chionea och familjen småharkrankar. Arten är reproducerande i Sverige.

## Underarter
Arten delas in i följande underarter:
- C. c. crassipes
- C. c. gracilistyla
- C. c. magadanensis